# 生物教室的人體模型
生物教室的人體模型（理科室の骨格標本）是日本都市傳說中相當有名的校園怪談。這個怪談流傳只要到半夜，學校的生物科教室擺設的人體器官部位教學模型，會離開它原本的位置，在校園到處跑來跑去。這時候如果拿拖把等長柄器具打它，它就會散落一地，各個器官分散逃走。
日本之所以會流傳這一個的都市傳說，相信是因為每個學校中都會有自然教室，而自然教室中都會有人體器官模型的緣故。因為幾乎每天都會接觸，也因自古以來人們相信以人的外表為造形的人偶會吸引靈魂附在上面，所以自然而然的就會心生恐懼。除了人體器官模型，有些怪談的版本是骨骼模型、動物標本等。